# Alfred Gilman
Alfred Goodman Gilman (New Haven, 1º luglio 1941 – Dallas, 23 dicembre 2015) è stato un farmacologo e biochimico statunitense, vincitore, insieme a Martin Rodbell, del premio Nobel per la medicina nel 1994, per «le scoperte sul ruolo delle proteine G nella trasduzione del segnale nelle cellule»..

## Biografia
Gilman nasce a New Haven, nel Connecticut. Suo padre, Alfred Gilman, era docente presso l'Università di Yale e autore, insieme a Louis Goodman, di un classico della farmacologia, ovvero il Goodman & Gilman's The Pharmacological Basis of Therapeutics. Il secondo nome di Gilman, ovvero Goodman, è dovuto proprio a un omaggio di suo padre verso il suo collega. Alfred Goodman Gilman risulta tra i contributori della decima edizione del libro di testo, datata 2001.

### Istruzione
Nel 1962, Gilman ottiene il Bachelor of Science presso l'Università di Yale. In seguito, si unisce a un programma di dottorato alla Case Western Reserve University School of Medicine di Cleveland, in Ohio, dove vorrebbe studiare sotto la supervisione di Earl Wilbur Sutherland. Questi, però, si trasferisce alla Vanderbilt University, e Gilman viene affidato a Thedore Rall. Ottiene il titolo di dottore di ricerca alla Case Western nel 1969 e intraprende gli studi successivi ai National Institutes of Health con Marshall Warren Nirenberg dal 1969 al 1979.

### Carriera accademica
Nel 1971 diviene professore di farmacologia all'Università della Virginia, presso la Scuola di Medicina di Charlottesville. Nel 1981 diviene direttore del dipartimento di farmacologia dello University of Texas Southwestern Medical Center. Nel 1986 diviene membro della National Academy of Sciences. Nel 2005 viene eletto decano della University of Texas Southwestern Medical School di Dallas.

## Vita privata
Sposato con Kathryn Hedlund, Gilman ha avuto tre figli: Amy, Anne e Ted.

## Onorificenze
- Premio Nobel per la medicina, con Martin Rodbell (1994)
- Louisa Gross Horwitz Prize, con Edwin Krebs (1989)[3]
- Albert Lasker Award for Basic Medical Research, con Michael Berridge, Edwin Krebs e Yasutomi Nishizuka (1989)[4]